# Chęciny (województwo lubuskie)
Chęciny (niem. Sachsdorf, dolnołuż. Saskojce) – wieś w Polsce, położona w województwie lubuskim, w powiecie krośnieńskim, w gminie Gubin.
W roku 1452 wioska nosiła nazwę Saxdorf. Kiedyś był tu folwark, młyn wodny nad rzeką Golca (Golze) i owczarnia. Z dawnych zabudowań pozostało tylko kilka budynków gospodarczych. W środku wioski rosną dwa prastare dęby i jest tam też nieużywana remiza strażacka. Do 1945 roku obok owczarni były jeszcze inne zabudowania gospodarcze i piękna leśniczówka, która została zrównana z ziemią (1945) przez wojska sowieckie.
W latach 1975–1998 miejscowość administracyjnie należała do województwa zielonogórskiego.
W 1952 roku wieś zamieszkiwało 78 osób na 17 gospodarstwach. Na przełomie lat 2007/2008 wieś zyskała sieć wodną.